# Mark Thomas (Leichtathlet)
Mark Thomas (* 12. Mai 1965) ist ein ehemaliger britischer Sprinter, der sich auf den 400-Meter-Lauf spezialisiert hatte.
Bei den Leichtathletik-Weltmeisterschaften 1987 in Rom wurde er im Vorlauf und im Halbfinale der 4-mal-400-Meter-Staffel eingesetzt und trug so zum Gewinn der Silbermedaille für das britische Team bei. 1988 wurde er englischer Hallenmeister.

## Bestzeiten
- 400 m: 45,92 s, 27. Juni 1987, Wigan
- 440 Yards (Halle): 47,13 s, 1. März 1986, Lincoln